# Cantonul Châtellerault-Ouest
Cantonul Châtellerault-Ouest este un canton din arondismentul Châtellerault, departamentul Vienne, regiunea Poitou-Charentes, Franța.

## Comune
| Comune        | Populație (1999) | Cod poștal | Cod INSEE |
| ------------- | ---------------- | ---------- | --------- |
| Châtellerault | 9.947 (1)        | 86100      | 86066     |
| Colombiers    | 1.471            | 86490      | 86081     |
| Thuré         | 2.762            | 86540      | 86272     |